# Acid fluorosulfonic
Acidul fluorosulfuric este un acid anorganic cu formula chimică FSO3H. Este derivat de la oxiacidul prin substituirea unei grupări hidroxil cu un atom de fluor. O formulă mult mai apropiată de configurația sa și de relativa asemănare cu acidul sulfuric este HSFO3, simetria moleculei fiind tetraedrică.
Este unul dintre cei mai puternici acizi.

## Proprietăți fizico-chimice
Acidul fluorosulfuric acid este un lichid ușor colorat, solubil în solvenți polari de genul nitrobenzen, acid acetic , și acetat de etil , dar foarte puțin solubil în solvenți nepolari de tipul alcanilor.Datorită acidității sale puternice (superacid) dizolvă orice compus organic acceptor de protoni.
FSO3H hidrolizează lent la HF și H2SO4.

## Sinteză
Acidul fluorosulfuric este preparat prin reacția dintre HF și  trioxid de sulf:
SO3 + HF  →  FSO3H
Ca o alternativă la această reacție se folosesc sărurile KHF2 sau CaF2 care se tratează cu oleum la  250 °C.Din mediul de reacție este extras în gaz inert iar apoi supus distilării.

## Aciditate
FSO3H este unul dintre cei mai tari acizi acid Brønsted   chiar în comparație cu carboranul  . Constanta de aciditate H0 are valoarea de -15.1 comparativ cu -12 H2SO4.Combinația  dintre FSO3H și un acid Lewis (pentafluorură de stibiu) duce la un compus numit acid magic de departe  cel mai puternic agent de protonare.

## Aplicații
FSO3H este util la regenerarea  mixturii de HF și H2SO4 utilizată pentru gravarea cristalului.
FSO3H  este folosit în procesul de izomerizare a alcanilor, la alchilarea hidrocarburilor cu alchene, , și de asemenea ca agent de fluorurare.

## Atenționări
Acidul fluorosulfuric  este considerat un acid extrem de toxic și coroziv. Prin hidroliza sa se pune în libertate HF extrem de toxic. Adiția de apă este o reacție extrem de violentă, puternic exotermă.